# Lisa Vroman
Lisa Vroman (1956) è un'attrice teatrale e soprano statunitense.

## Biografia
Ha debuttato a Broadway nel 1990 nel musical di Andrew Lloyd Webber Aspects of Love e ha poi recitato nel ruolo di Christine Daaé per cinque anni nella produzione di San Francisco di The Phantom of the Opera (1994-1999), un ruolo che ha poi ricoperto anche a Broadway dal 2001 al 2003. In precedenza aveva recitato nel tour statunitense di Les Misérables nei ruoli di Cosette (1989) e poi Fantine (1991). Nel 2001 ha recitato in un allestimento semiscenico di Sweeney Todd a San Francisco, con George Hearn, Patti LuPone, Neil Patrick Harris, Victoria Clark, Timothy Nolen e Davis Gaines. Nel 2006 torna sulle scene newyorchesi con The Most Happy Fella, in cui interpretò Rosabelle, mentre nel 2009 fu Charlotte in A Little Night Music alla Michigan Opera House e Lilli Vanessi nel classico Kiss Me Kate a St Louis nel 2011.